# Bahia Farm Show
Bahia Farm Show é uma feira de tecnologia agrícola e negócios, que ocorre anualmente na cidade de Luís Eduardo Magalhães, no estado brasileiro da Bahia. É considerada a maior feira desse tipo do Norte e Nordeste e a segunda maior do país, atrás da Agrishow, que ocorre em Ribeirão Preto.
A feira é organizada pela Associação de Agricultores e Irrigantes da Bahia (Aiba), juntamente com a Associação Baiana dos Produtores de Algodão (Abapa), Fundação Bahia, Associação dos Revendedores de Máquinas e Equipamentos Agrícolas do Oeste da Bahia (Assomiba) e Prefeitura de Luís Eduardo Magalhães. Seu presidente é Júlio Cézar Busato (que também é presidente da Aiba).
A primeira edição aconteceu em 2004 e deste então a feira cresceu tanto em volume de negócios realizados como em área ocupada, número de expositores e de visitantes.